# Parafia św. Antoniego z Padwy w Siemianowicach Śląskich
Parafia św. Antoniego z Padwy w Siemianowicach Śląskich – parafia rzymskokatolicka w dekanacie Siemianowice Śląskie archidiecezji katowickiej. Została ona powołana 1 maja 1919 roku. Jej siedziba znajduje się przy ulicy ks. Jana Kapicy 2, w dzielnicy Centrum.

## Historia
Starania o budowę świątyni w Hucie Laura zostały rozpoczęte w 1908 roku. Świątynia miała znajdować się na plantach przy obecnym placu ks. Piotra Skargi. 1 maja 1915 roku, została erygowana kuracja, wydzielona z siemianowickiej parafii Krzyża Świętego. Parafia została powołana 1 maja 1919 roku – jej pierwszym proboszczem został dotychczasowy kuratus – ks. Jan Bujara. 
13 grudnia 1923 roku zakupiono dawną halę targową i zamieniono ja na tymczasowy kościół parafialny. W latach 1929–1931 hala została przebudowana. Dobudowano dwie wieże, natomiast o cztery metry podniesiono mury. Biskup Stanisław Adamski konsekrował nowy kościół 4 października 1931 roku. W 1954 roku powstał budynek probostwa – dotąd dotychczasowy proboszcz, ks. Paweł Lubina, mieszkał w domu przy ulicy Szkolnej. 

### Proboszczowie
- ks. Jan Bujara – kuratus (1914–1919)[6], proboszcz (1919–1920)[1]
- ks. Wilhelm Scholz (1920–1937)[6]
- ks. Paweł Lubina (1937–1964)[6]
- ks. Bernard Skrzypczyk (1964 –1971)[6]
- ks. Ignacy Szpunar (1971–1991)[6]
- ks. Ryszard Anczok (1991–1992)[6]
- ks. Franciszek Skórkiewicz (1992–1997)[6]
- ks. Roman Bednarek (1997)[6]
- ks. Stanisław Moś (1997-2021)[6]
- ks. Zbigniew Glenc (2021)
- ks. Adam Skutela (od 2021 nadal)

## Działalność parafialna
W niedzielę w kościele parafialnym odprawianych jest pięć mszy świętych, w święta cztery, natomiast w dni powszednie dwie msze. Ponadto odbywają się tu nabożeństwa różnego typu, w tym nabożeństwo do św. Antoniego, adoracja Najświętszego Sakramentu czy też do Najświętszego Serca Pana Jezusa i Niepokalanego Serca Najświętszej Maryi Panny. W parafii działa kola ruchów i wspólnot religijnych. Poza tym organizowane są pielgrzymki, a w przeszłości także prowadzono świetlicę środowiskowa, która została w 2013 roku przekształcona w przedszkole. Przy parafii działają następujące wspólnoty:
- Ministranci
- Róże różańcowe (14 żeńskich i 3 męskie)[8],
- Dzieci Maryi[9],
- Bractwo Najświętszego Sakramentu[10],
- Czciciele Świętego Antoniego[11],
- Krąg Biblijny[12].